# Lista de reitores da Universidade Federal de Mato Grosso

## Hall de Reitores
Universidade Federal de Mato Grosso
| Nome                            | Início do mandato   | Fim do Mandato        | Observações | Referências e notas |
| ------------------------------- | ------------------- | --------------------- | --- | ------------------- |
| Gabriel Novis Neves             | 1971                | 1982                  | |                     |
| Benedito Pedro Dorileo          | 1982                | 1984                  | |                     |
| Eduardo De Lamônica Freire      | 1984                | 1988                  | |                     |
| Helmut Forte Daltro             | 06 de setembro 1988 | 19 de outubro de 1988 | |                     |
| Augusto Frederico Müller Júnior | 1988                | 1992                  | Foi umas das autoridades presentes que recebeu a visita na capital matogrossense do santo Papa João Paulo II no dia 17 de outrubro de 1991.    | [ 1 ]               |
| Luzia Guimarães                 | 1992                | 1996                  | |                     |
| Fernando Nogueira de Lima       | 1996                | 2000                  | |                     |
| Paulo Speller                   | 2000                | 2008                  | alem da UFMT, foi reitor pro tempore nos anos de 2010 à 2013 da Universidade da Integração Internacional da Lusofonia Afro-Brasileira - UNILAB | [ 2 ]               |
| Maria Lúcia Cavalli Neder       | 2008                | 2014                  | |                     |
| Myrian Thereza de Moura Serra   | Outubro de 2016     | Fevereiro de 2020     | |                     |
| Evandro Soares da Silva         | Fevereiro de 2020   | atualidade            | Assumiu como reitor após a renuncia da até então reitora Myrian Thereza de Moura Serra.                                                        |                     |
| Attílio Ourives                 |                     |                       | Assumiu a Reitoria por diversas vezes, na ausência do reitor e de seu vice, tornando-se reitor Decano da UFMT                                  | [ 4 ]               |